# Kaplar
Kaplar (engl. corporal; njem. Korporal; franc. caporal; tal. caporale; od lat. caput = glavni; u hrvatski jezik ušlo od mađ. káplár) u pravilu je najniži dočasnički vojni čin (iznad vojničkih činova) koji pod različitim nazivima postoji u mnogim vojskama svijeta, a koriste ga i neke policije te druge uniformirane formacije organizirane po hijerarhijskom načelu (npr. vatrogasci).
U sustavu rangiranja Hrvatske vojske ne postoji čin kaplara, već je uobičajeni nazivi skupnik (ponekad se prevodi i kao desetnik ili vodnik), iako oni nisu nužno jezično niti hijerarhijski prijevod naziva tog čina koji je poznat i kao Gefreiter, capo, turai ili rikushi. Općenito se u hrvatskom jeziku kaplar uzima kao povijesni vojni čin (iz doba austro-ugarske vojske).

## SAD
U vojnoj hijerarhiji američke vojske i američkih Marinaca (USMC), corporal je četvrti čin za unovačene vojnike (eng. enlisted), a zapravo najniži (prvi) dočasnički (engl. non commissioned officer), jer su prva tri vojnički činovi. Corporal je tako iznad vojnika prvog razreda (Private First Class), odnosno Lance corporala u Marincima, ali ispod narednika (Sergeant, u hrvatskom mu je ponekad ekvivalent desetnik). Što se primanja tiče, u istom je platnom razredu kao i tzv. Specialist, ali za razliku od njega, jer je pravi dočasnik, on može voditi aktivnosti vojnika, uključujući među njih i specijaliste. U tom smislu, promaknuće iz Specialista u Corporala nosi zapovjednu odgovornost, ali ne i veća primanja. U američkoj je vojsci uobičajeno da Corporal predvodi streljački vod, ali ako ih u nekoj postrojbi ima previše, novi kaplar i dalje obavlja dužnosti koje je obavljao i prije promaknuća.

## Velika Britanija
Slično je i u britanskoj vojsci gdje je Corporal dočasnik iznad Lance corporala, ali ispod Sergeanta, i na oba rukava nosi dvije pruge (chevrons). Njegove ovlasti variraju od pukovnije do pukovnije, ali u pješačkim postrojbama najčešće zapovijeda manjim brojem vojnika, dok mu je Lance corporal zamjenik. U oklopnim postrojbama (Royal Armoured Corps), Corporal zapovijeda svojim tenkom. U tom smislu njihove dužnosti i ovlasti odgovaraju onima koje u američkoj vojsci imaju narednici, ili čak stožerni narednici. Stoga ne čudi da se kaplari nerijetko nazivaju kralježnicom britanske vojske. Zanimljivo je da se u britanskoj konjičkoj postrojbi Household Cavalry svi dočasnički činovi temelje na stupnjevanju Corporala, tako je najviši dočasnički čin Regimental Corporal Major. U britanskom kraljevskom topništvu naziv Corporal ne postoji, već se njemu odgovarajući rang naziva Bombardier.

## Njemačka
U njemačkoj vojsci ne postoji čin koji bi odgovarao kaplaru kakav postoji u angloameričko sustavu. Ipak, naziv Gefreiter rabi se još od 18. stoljeća, a u međuvremenu rang se razvio pa uz Gefreitera postoji i Obergefreitera, Stabsgefreitera i Hauptgefreitera. U oba svjetska rata njemački je Gefreiter više nalikovao angloameričkom činu Lance corporal, dok je dužnosti Corporala obavljao Unteroffizier.